# La Rochette (Savoia)
La Rochette és un municipi francès situat al departament de la Savoia i a la regió d'Alvèrnia-Roine-Alps. L'any 2007 tenia 3.258 habitants.

## Demografia

### Població
El 2007 la població de fet de La Rochette era de 3.258 persones. Hi havia 1.414 famílies de les quals 462 eren unipersonals (175 homes vivint sols i 287 dones vivint soles), 455 parelles sense fills, 343 parelles amb fills i 154 famílies monoparentals amb fills.
La població ha evolucionat segons el següent gràfic:
Habitants censats

### Habitatges
El 2007 hi havia 1.549 habitatges, 1.440 eren l'habitatge principal de la família, 29 eren segones residències i 81 estaven desocupats. 845 eren cases i 652 eren apartaments. Dels 1.440 habitatges principals, 790 estaven ocupats pels seus propietaris, 614 estaven llogats i ocupats pels llogaters i 36 estaven cedits a títol gratuït; 92 tenien una cambra, 98 en tenien dues, 294 en tenien tres, 448 en tenien quatre i 508 en tenien cinc o més. 855 habitatges disposaven pel capbaix d'una plaça de pàrquing. A 690 habitatges hi havia un automòbil i a 500 n'hi havia dos o més.

### Piràmide de població
La piràmide de població per edats i sexe el 2009 era:
| Homes | Edats   | Dones |
| ----- | ------- | ----- |
| 0     | 95 o +  | 8     |
| 4     | 90 a 94 | 16    |
| 8     | 85 a 89 | 56    |
| 12    | 80 a 84 | 72    |
| 68    | 75 a 79 | 104   |
| 64    | 70 a 74 | 72    |
| 64    | 65 a 69 | 92    |
| 80    | 60 a 64 | 72    |
| 84    | 55 a 59 | 100   |
| 144   | 50 a 54 | 116   |
| 80    | 45 a 49 | 152   |
| 124   | 40 a 44 | 56    |
| 104   | 35 a 39 | 136   |
| 96    | 30 a 34 | 76    |
| 76    | 25 a 29 | 100   |
| 84    | 20 a 24 | 84    |
| 88    | 15 a 19 | 96    |
| 96    | 10 a 14 | 112   |
| 84    | 5 a 9   | 92    |
| 84    | 0 a 4   | 64    |

## Economia
El 2007 la població en edat de treballar era de 1.957 persones, 1.420 eren actives i 537 eren inactives. De les 1.420 persones actives 1.269 estaven ocupades (695 homes i 574 dones) i 151 estaven aturades (60 homes i 91 dones). De les 537 persones inactives 173 estaven jubilades, 156 estaven estudiant i 208 estaven classificades com a «altres inactius».

### Ingressos
El 2009 a La Rochette hi havia 1.513 unitats fiscals que integraven 3.614 persones, la mediana anual d'ingressos fiscals per persona era de 18.304 €.

### Activitats econòmiques
Dels 216 establiments que hi havia el 2007, 4 eren d'empreses extractives, 6 d'empreses alimentàries, 2 d'empreses de fabricació de material elèctric, 10 d'empreses de fabricació d'altres productes industrials, 33 d'empreses de construcció, 39 d'empreses de comerç i reparació d'automòbils, 17 d'empreses de transport, 14 d'empreses d'hostatgeria i restauració, 1 d'una empresa d'informació i comunicació, 13 d'empreses financeres, 14 d'empreses immobiliàries, 15 d'empreses de serveis, 33 d'entitats de l'administració pública i 15 d'empreses classificades com a «altres activitats de serveis».
Dels 69 establiments de servei als particulars que hi havia el 2009, 1 era una oficina d'administració d'Hisenda pública, 1 gendarmeria, 1 oficina de correu, 7 oficines bancàries, 1 funerària, 6 tallers de reparació d'automòbils i de material agrícola, 1 taller d'inspecció tècnica de vehicles, 1 autoescola, 5 paletes, 8 guixaires pintors, 5 fusteries, 5 lampisteries, 4 electricistes, 1 empresa de construcció, 7 perruqueries, 8 restaurants, 3 agències immobiliàries, 3 tintoreries i 1 saló de bellesa.
Dels 22 establiments comercials que hi havia el 2009, 1 era un supermercat, 1 una botiga de més de 120 m², 4 fleques, 2 carnisseries, 2 llibreries, 4 botigues de roba, 2 sabateries, 1 una botiga de material esportiu, 2 drogueries, 1 una perfumeria, 1 una joieria i 1 una floristeria.
L'any 2000 a La Rochette hi havia 10 explotacions agrícoles.

## Equipaments sanitaris i escolars
Els 2 equipaments sanitaris que hi havia el 2009 eren farmàcies.
El 2009 hi havia 2 escoles maternals i 1 escola elemental. La Rochette disposava d'un col·legi d'educació secundària amb 468 alumnes.

## Poblacions més properes
El següent diagrama mostra les poblacions més properes.